# Michael Höltzel
Michael Höltzel (* 22. April 1936 in Tübingen; † 5. August 2017) war ein deutscher Hornist und Hochschullehrer.

## Leben
Michael Höltzel absolvierte von 1955 bis 1958 ein Studium an der Musikhochschule Stuttgart. Seine Schwerpunkte waren dabei Horn, Viola und Dirigieren. 1959 wechselte er an das Mozarteum in Salzburg, wo er seine Studien mit Auszeichnung beendete. Nach dem Studium wurde er als 1. Hornist im Orchestra Palazzo Pitti (Florenz) und in der Camerata Academica aufgenommen. Er war von 1963 bis 1969 Solohornist bei den Bamberger Symphonikern, danach wechselte er nach München und war dort vier Jahre Solohornist der Münchner Philharmoniker.
In der Folgezeit führte er als Solist einen Großteil des Repertoires für Horn mit zahlreichen namhaften Orchestern auf. Von 1966 bis 1974 war Michael Höltzel Leiter einer Hornklasse am Mozarteum Salzburg und von 1972 bis 1975 hatte er einen Lehrauftrag für Horn und Kammermusik an der Hochschule für Musik und Theater München. Während der 1970er Jahre hielt er zahlreiche Meisterkurse in ganz Europa und war von 1982 bis 1983 sowie 2005 bis 2006 Gastprofessor an der Indiana University / Jacobs School of Music.
Michael Höltzel gab 1973 sein Debüt als Dirigent mit der Camerata Academica. Im gleichen Jahr wurde er als Professor für Horn und Kammermusik an die Hochschule für Musik Detmold berufen. Dort war er künstlerischer Leiter der Gran Partita Detmold. 1999 übernahm er eine Stelle als Professor für Horn an der Staatlichen Hochschule für Musik Trossingen und von 2006 bis 2016 an der Hochschule für Musik und Theater Rostock.
Zahlreiche bekannte Hornisten waren Schüler von Michael Höltzel, darunter Radovan Vlatković, Bruno Schneider, Herman Jeurissen und Alessio Allegrini.
Michael Höltzel lebte zuletzt in Hamburg. Am 5. August 2017 verstarb er im Alter von 81 Jahren.